# Oliver Rucks
Oliver Rucks (* 3. Juli 1969) ist ein ehemaliger deutscher Squashspieler.

## Karriere
Oliver Rucks spielte in den 1990er-Jahren auf der PSA World Tour und gewann auf dieser neun Titel. Seine beste Platzierung in der Weltrangliste erreichte er mit Rang 27. Mit der deutschen Nationalmannschaft wurde er 1990, 1993 und 1994 Vizeeuropameister hinter England und nahm mit ihr 1993 an der Weltmeisterschaft teil. Im Einzel verpasste er 1993 bei der Weltmeisterschaft die Qualifikation für das Hauptfeld, als er im Qualifikationsfinale Derek Ryan unterlag. Im selben Jahr wurde er hinter Hansi Wiens deutscher Vizemeister.

## Erfolge
- Vizeeuropameister mit der Mannschaft: 1990, 1993, 1994
- Gewonnene PSA-Titel: 9
- Deutscher Vizemeister: 1993